# Bolesław Skarbek-Szacki
Bolesław Skarbek-Szacki (ros. Болеслав Володиславович Скарбек-Шаский; ur. 1888 w Kuźniecku, zm. 3 czerwca 1934) – działacz komunistyczny, redaktor gazet "Komunista Polski”, "Głos Komunisty", "Sierp", Trybuny Radzieckiej.
Bolesław Skarbek pochodził z polskiej rodziny szlacheckiej, zesłanej do Rosji z powodu udziału w Insurekcji kościuszkowskiej. W latach 1906–1910 członek PPS-Frakcji Rewolucyjnej, następnie w PPS-Lewicy. Podjął studia na Kijowskim Uniwersytecie Politechnicznym. Lata 1914-1916 spędził w więzieniu.
W 1917 roku wstąpił do frakcji bolszewickiej Socjaldemokratycznej Partii Robotniczej Rosji. W 1917 roku brał udział w organizowaniu Zjednoczenia Socjalistycznego Polskiego w Charkowie. W latach 1917–1918 był członkiem Charkowskiej Rady Robotniczych i Socjalistycznych Deputowanych, zarządzał oddziałem Komisariatu Kulturalno-Oświatowego do Spraw Polskich w Charkowie. W 1919 roku został członkiem redakcji gazet "Komunista Polski”, "Głos Komunisty”, "Sztandar Komunizmu”. Powierzono mu funkcję kierownika polskiej sekcji Federacji Zagranicznych Komunistycznych Grup na Ukrainie.
Od września 1919 do stycznia 1921 roku przewodniczący Zagranicznego Biura Komitetu Centralnego Komunistycznej Partii (bolszewików) Ukrainy i kierownik polskiego oddziału Rewolucyjnej Wojskowej Rady Frontu Zachodniego. Zarządzał Biurem Politycznym APW KC KP(b)U, Biurem Politycznym Kijowskiego Okręgowego Komitetu KP(b)U. W tym czasie był redaktorem kijowskiej gazety „Proletarśka Prawda”, zastępcą redaktora charkowskiej gazety "Sierp” i Trybuny Radzieckiej. 
Od 1929 roku przebywał w Kijowie, gdzie znalazł się w redakcji gazety "Kyjewśkyj Proletaryj”. Zarządzał również oddziałem Okręgowego Komitetu KP(b)U i pełnił funkcję dyrektora Instytutu Polskiej Kultury Proletariackiej przy Wszechukraińskiej Akademii Nauk. Od października 1932 roku kierował Kulturalnym Proletariackim Oddziałem Czernihowskiego Okręgowego Komitetu KP(b)U. 
15 sierpnia 1933 roku został aresztowany pod zarzutem rzekomej „przynależności do Polskiej Organizacji Wojskowej". Skazany na karę śmierci i rozstrzelany 3 czerwca 1934 roku. Zrehabilitowany uchwałą Kolegium Wojskowego Sądu ZSRR z dnia 27 lutego 1958 roku.
.